# 22. ročník People's Choice Awards
22. ročník People's Choice Awards se konal 10. března 1996 ve studiích Universal Studios v Hollywoodu. Moderátor večera byl Brett Butler. Ceremoniál vysílala stanice CBS.
Michael Douglas získal speciální ocenění za jeho veškerou práci ve filmovém průmyslu.

## Nominace a vítězové
Tučně jsou označeni vítězové.

### Film
| Nejlepší film                   | Nejlepší filmové drama                     |
| ------------------------------- | ------------------------------------------ |
| Apollo 13                       | Apollo 13                                  |
| Nejoblíbenější filmová komedie  | Nejoblíbenější filmový herec               |
| Dej si pohov, kámoši 2          | Tom Hanks                                  |
| Nejoblíbenější filmová herečka  | Nejoblíbenější herec: komedie              |
| Sandra Bullock                  | Jim Carrey, Ace Ventura 2: Volání divočiny |
| Nejoblíbenější herečka: komedie | Nejoblíbenější herec: drama                |
| Whoopi Goldberg, Dámská jízda   | Tom Hanks, Apollo 13                       |
| Nejoblíbenější herečka: drama   |                                            |
| Demi Moore, Šarlatové písmeno   |                                            |

### Televize
| Nejoblíbenější televizní komedie                                                        | Nejoblíbenější televizní drama                   |
| --------------------------------------------------------------------------------------- | ------------------------------------------------ |
| Show Jerryho Seinfelda                                                                  | Pohotovost                                       |
| Nejoblíbenější nový televizní seriál: drama                                             | Nejoblíbenější nový televizní seriál: komedie    |
| Murder One                                                                              | Caroline in the City                             |
| Nejoblíbenější televizní herec                                                          | Nejoblíbenější televizní herečka                 |
| Tim Allen, Kutil Tim                                                                    | Candice Bergen, Murphy Brown                     |
| Nejoblíbenější televizní herec v novém seriálu                                          | Nejoblíbenější televizní herečka v novém seriálu |
| Drew Carey, Kancelářská krysa (remíza) Jeff Foxworthy, The Jeff Foxworthy Show (remíza) | Lea Thompson, Caroline in the City               |

### Hudba
| Nejoblíbenější zpěvačka        | Nejoblíbenější zpěvák |
| ------------------------------ | --------------------- |
| Reba McEntire                  | Garth Brooks          |
| Nejoblíbenější hudební skupina |                       |
| Hootie & the Blowfish          |                       |